# Jestem twoją bajką
Jestem twoją bajką – singel polskiej piosenkarki Sanah, promujący film Akademia pana Kleksa. Singel został wydany 8 września 2023.
Kompozycja znalazła się na 8. miejscu listy OLiA, najczęściej odtwarzanych utworów w polskich rozgłośniach radiowych. Nagranie otrzymało w Polsce status diamentowego singla, przekraczając liczbę 250 tysięcy sprzedanych kopii.

## Geneza utworu i historia wydania
Utwór napisali i skomponowali Krzysztof Gradowski, Andrzej Korzyński, Dominic Buczkowski-Wojtaszek, Patryk Kumór i Zuzanna Grabowska.
Singel ukazał się w formacie digital download 8 września 2023 w Polsce za pośrednictwem wytwórni płytowej Magic Records i Open Mind One w dystrybucji Sony Music Entertainment Poland. Piosenka została nagrana do filmu fabularnego Akademia pana Kleksa (2023) w reżyserii Macieja Kawulskiego i umieszczona na ścieżce dźwiękowej – Akademia pana Kleksa.
Jest to nowa wersja piosenki „Pożegnanie z bajką”, którą w filmie z 1983 śpiewała Zdzisława Sośnicka.
1 maja 2024 wykonała singel na żywo w ramach cyklu „Poplista Live Sessions” na kanale radia RMF FM.
Utwór znalazł się na polskiej składance Największe przeboje Pana Kleksa (wydana 23 lutego 2024).

## „Jestem twoją bajką” w stacjach radiowych
Nagranie było notowane na 8. miejscu w zestawieniu OLiA, najczęściej odtwarzanych utworów w polskich rozgłośniach radiowych.

## Teledysk
Do utworu powstał teledysk w reżyserii Macieja Kawulskiego, który udostępniono w dniu premiery singla za pośrednictwem serwisu YouTube.

## Lista utworów
- Digital download[2]

1. „Jestem twoją bajką” – 2:54

## Notowania
| Kraj   | Lista (2023–24)          | Najwyższa pozycja |
| ------ | ------------------------ | ----------------- |
| Polska | Billboard Poland Songs   | 4                 |
| Polska | OLiS – single w streamie | 3                 |

| Kraj   | Lista (2023–24)                | Najwyższa pozycja |
| ------ | ------------------------------ | ----------------- |
| Polska | OLiS – oficjalna lista airplay | 8                 |

| Kraj   | Lista (2024)                   | Pozycja |
| ------ | ------------------------------ | ------- |
| Polska | OLiS – single w streamie       | 29      |
| Polska | OLiS – oficjalna lista airplay | 71      |

## Certyfikaty
| Kraj          | Certyfikat       | Sprzedaż |
| ------------- | ---------------- | -------- |
| Polska (ZPAV) | diamentowa płyta | 250 000+ |

## Wyróżnienia
| Rok  | Konkurs                  | Kategoria                   | Rezultat    |
| ---- | ------------------------ | --------------------------- | ----------- |
| 2023 | Przebój roku RMF FM 2023 | Przebój roku                | 20. miejsce |
| 2024 | Gorąca 100               | 100 największych hitów 2024 | 84. miejsce |